# Lugano
Lugano (phát âm tiếng Ý: [luˈɡaːno], tiếng Lombard: Lügàn) là một thành phố nằm ở phía nam Thụy Sĩ, thuộc bang Ticino nói tiếng Ý, có chung đường biên giới với Ý. Cho đến tháng 12 năm 2010, tính riêng dân số trong thành phố là 54.667 người và dân số ngoại thành là trên 145.000 người. Đây là thành phố lớn thứ 9 của Thụy Sĩ tính theo dân số và là thành phố nói tiếng Ý lớn nhất nằm ngoài nước Ý.
Lugano nằm bên cạnh hồ Lugano, có mùa hè ấm áp và việc trong những năm gần đây thành phố thu hút một số lượng ngày càng tăng những người nổi tiếng, ngôi sao giải trí và các vận động viên thành danh đã khiến cho thành phố này được đặt biệt danh là "Monte Carlo của Thụy Sĩ".